# Forges-la-Forêt
Forges-la-Forêt är en kommun i departementet Ille-et-Vilaine i regionen Bretagne i nordvästra Frankrike. Kommunen ligger i kantonen Retiers som tillhör arrondissementet Fougères-Vitré. År 2022 hade Forges-la-Forêt 265 invånare.

## Befolkningsutveckling
Antalet invånare i kommunen Forges-la-Forêt
Referens:INSEE